# غوستافو دوس سانتوس كابرال
غوستافو دوس سانتوس كابرال (بالبرتغالية: Gustavo dos Santos Cabral‏) المعروف بلقب غوستافينيو (بالبرتغالية: Gustavinho‏) (ولد في 12 سبتمبر 2001 في ساو باولو، البرازيل) لاعب كرة قدم برازيلي يجيد اللعب في مركز الوسط المهاجم وأيضا الجناح الأيمن والأيسر. يلعب حاليا لصالح نادي فيلا نوفا في الدوري البرازيلي الدرجة الثانية منذ 2024.

## المسيرة الرياضية

### الأندية
في 5 أغسطس 2023 انتقل غوستافينيو من فيلا نوفا تحت 19 سنة إلى الأهلي البحريني في صفقة انتقال حر.
في 19 يناير 2024 انتقل غوستافينيو من الأهلي إلى ريترو البرازيلي (الدرجة الرابعة) بالإعارة حتى نهاية الموسم. في 18 أبريل 2024 تم فسخ عقد الإعارة وعاد غوستافينيو إلى الأهلي.
في 19 أبريل 2024 انتثل غوستافينيو من الأهلي إلى فيلا نوفا في صفقة انتقال حر.